# メイ (バンド)
メイ (Mae) はアメリカ合衆国バージニア州ノーフォークで2001年に結成されたインディー・ロックバンド。ジェイコブ・マーシャルとデイヴ・エルキンスが、マーシャルの部屋で最初の曲 "Embers and Envelopes" を書いたところから始まった。Mae という名称は、マーシャルがOld Dominion大学在籍時に生み出したMulti-sensory aesthetic experienceという理論のアクロニムに由来する。

2010年6月、"Goodbye, Goodnight"ツアーを最後に無期限の活動休止に入ることを公式ホームページで発表した。

2013年2月、"Destination: Beautiful"リリース10周年記念ツアーを行った。

2014年6月には、2015年に行う"The Everglow"リリース10周年記念ツアーにて再結成することをライブ中に発表した。

## メンバー

### 現在のメンバー
- デイヴ・エルキンス (Dave Elkins, 生誕時の名前は Dave Gimenez） – ボーカル、ギター
- ザック・ゲーリング (Zach Gehring)  – ギター
- ロブ・スワイツァー(Rob Sweitzer) – キーボード、ボーカル
- マーク・パジェット (Mark Padgett) – ベース
- ジェイコブ・マーシャル (Jacob Marshall) – ドラムス

### 以前のメンバー
- マット・ベック (Matt Beck) – ギター（スピットファイア）

## ディスコグラフィ

### CD
| リリース年月日 | 名称                          | レーベル                               | 備考                                                                                     |
| -------------- | ----------------------------- | -------------------------------------- | ---------------------------------------------------------------------------------------- |
| 2003年2月25日  | Destination: Beautiful        | Tooth & Nail                           |                                                                                          |
| 2004年11月16日 | Destination: B-Sides          | Tooth & Nail                           | Destination: Beautifulから、Sun や This Time Is The Last Time のリアレンジバージョンなど |
| 2005年3月29日  | The Everglow                  | Tooth & Nail                           | ビルボードトップ200で最高51位                                                            |
| 2005年10月4日  | Connect Sets EP               | Tooth & Nail                           |                                                                                          |
| 2006年4月18日  | The Everglow: Special Edition | Tooth & Nail                           |                                                                                          |
| 2006年9月14日  | Live Music Series: Mae EP     | Beyond Warped iTunes経由でダウンロード |                                                                                          |
| 2006年11月21日 | The Everglow EP               | Tooth & Nail                           |                                                                                          |
| 2007年8月14日  | Singularity                   | キャピトル・レコード                   | ビルボードトップ200で最高40位                                                            |
| 2009年4月19日  | (m)orning EP                  | Cell                                   |                                                                                          |
| 2009年9月24日  | (a)fternoon EP                | Cell                                   |                                                                                          |
| 2011年3月4日   | (e)vening EP                  | Cell                                   |                                                                                          |

### DVD
| リリース年月日 | 名称                 | レーベル              |
| -------------- | -------------------- | --------------------- |
| 2005年7月13日  | From Toledo to Tokyo | Astorya Entertainment |

## Sky's the Limit
デイヴ・エルキンスは、メイを結成する前に、Sky's the Limit（スカイズ・ザ・リミット）というクリスチャン/エモ/インディーバンドのリードボーカルをつとめていた。このときに作曲された "Skyline Drive" は、アレンジを変えたかたちで、メイのファーストアルバム Destination: Beautiful に収録されている。
Sky's the Limit のアルバム The Neverending Sessions は、Spark Recordingsから注文して入手できる。支払いにはPayPalを使用。CD-Rに焼いただけの手作り感満点のもので、Spark Recordingsのシールが付属する。

## 日本公演
2004年
2009年
- 11月24日　渋谷CLUB QUATTRO
- 11月25日　心斎橋CLUB QUATTRO
- 11月26日　名古屋CLUB QUATTRO